# Idoia Villanueva

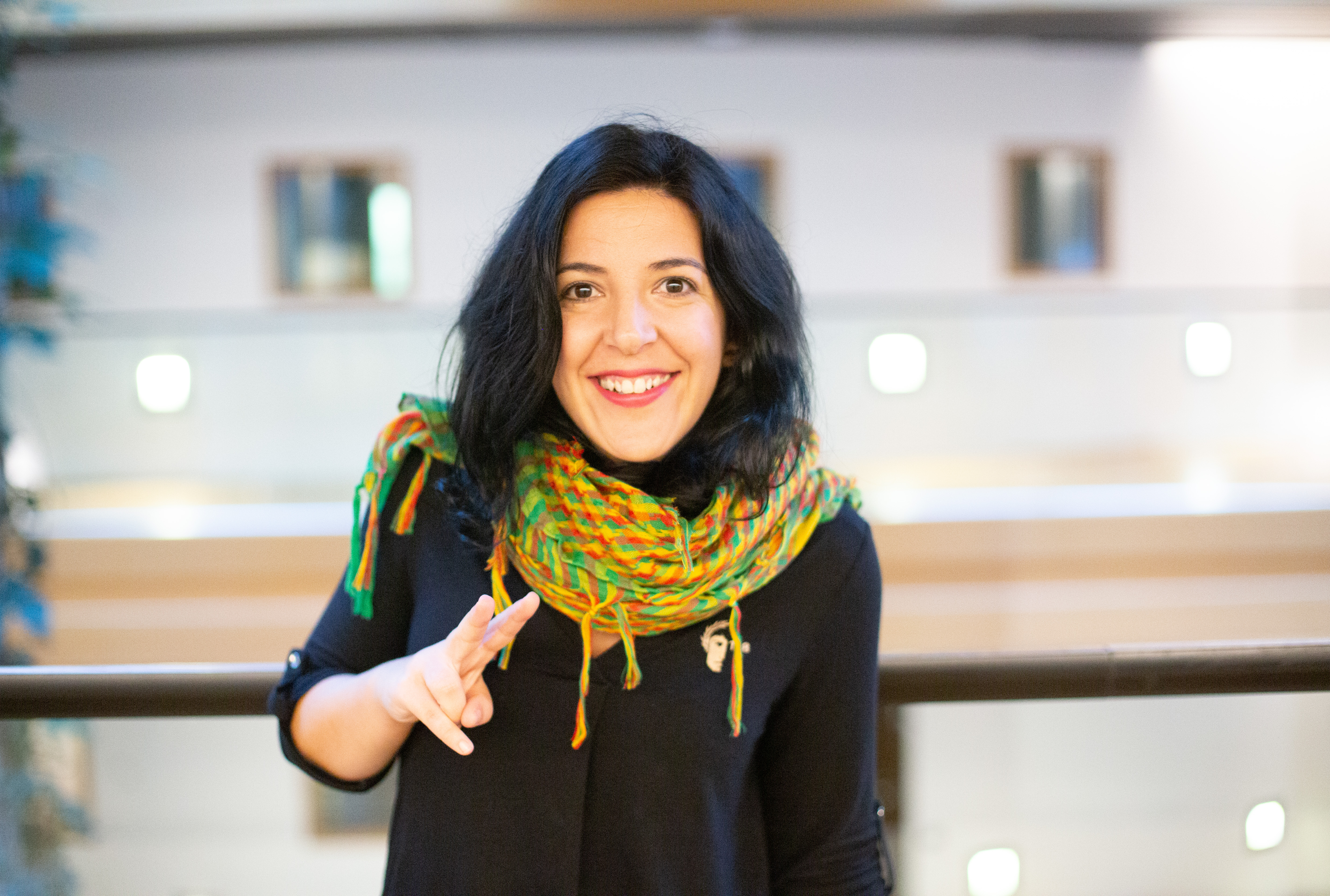
Idoia Villanueva (2019)

Idoia Villanueva Ruiz (* 17. Juli 1980 in Pamplona) ist eine spanische Politikerin (Podemos). Villanueva war von 2015 bis 2019 Senatorin des spanischen Senats, seit der Europawahl 2019 ist sie Mitglied des Europäischen Parlaments als Teil der GUE/NGL-Fraktion.

## Leben

### Ausbildung
Idoia Villanueva Ruiz wurde am 17. Juli 1980 in Pamplona geboren. Nach ihrer Schulausbildung studierte sie Informatik an der Universität Baskenland, sie schloss dem einen Master in Unternehmensmanagement an der Universidad Autónoma von Madrid an. Nach ihrer akademischen Ausbildung war sie über zehn Jahre im Bereich des Produktmanagements und -Entwicklung tätig.

### Politik

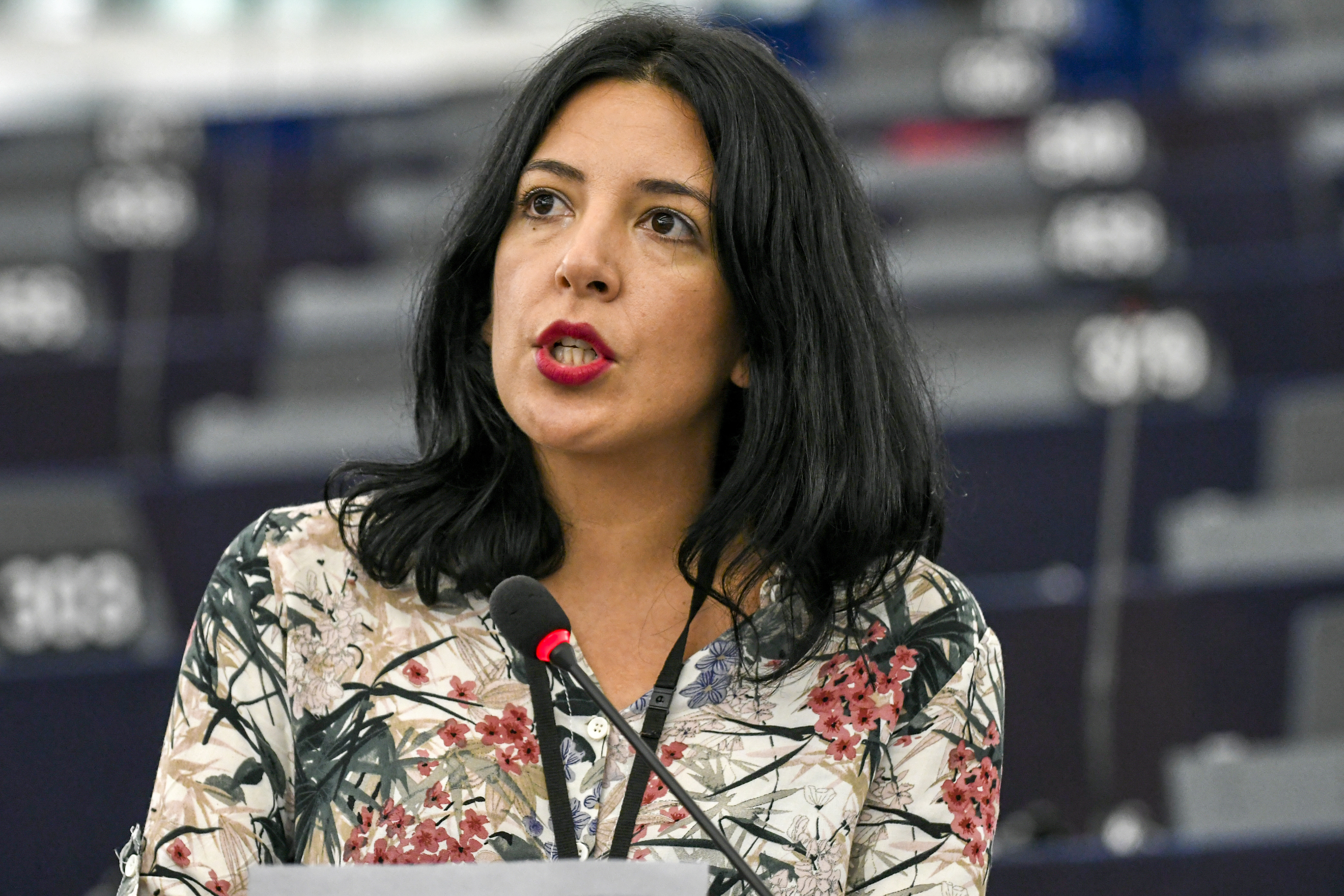
Idoia Villanueva im Europäischen Parlament (2019)

2015 nominierte Podemos und andere kleineren Parteien Villanueva im Parlament von Navarra für eines der Mandate im spanischen Senat, das sie auch gewann. Ihre Funktion als Senatorin übte sie von 2015 bis 2019 aus. In der oberen Kammer des spanischen Parlaments war sie unter anderem Sprecherin des Ausschusses für auswärtige Angelegenheiten und des Ausschusses für europäische Angelegenheiten.
Im Februar 2017 stieg Villanueva in den Führungskreis (genannt „Koordinationsrat“) von Podemos auf, sie ersetzte dort Ángela Ballester.
Im Herbst 2018 gab Podemos bekannt bei der Europawahl 2019 mit den Parteien Izquierda Unida, Catalunya en Comú und Barcelona en Comú in der Listenverbindung „Unidas Podemos Cambiar Europa“ anzutreten. Villanueva kandidierte auf dem 4. Platz der Liste. Die Listenverbindung errang knapp 10 Prozent und damit 6 der 54 spanischen Mandate, sodass Villanueva direkt einzog. Sie trat der Konföderalen Fraktion der Vereinten Europäischen Linken/Nordische Grüne Linke bei. Für ihre Fraktion ist sie Mitglied im Ausschuss für auswärtige Angelegenheiten sowie stellvertretendes Mitglied im Ausschuss für Umweltfragen, öffentliche Gesundheit und Lebensmittelsicherheit.